# Sea Eagle
À ne pas confondre avec la série HY des missiles Silkworm, dont les initiales signifient Hai Ying, « 海鹰 » en chinois, signifiant également aigle de mer.
Le Sea Eagle (en anglais : « Aigle de mer »), est un antinavire à vol rasant et de masse moyenne conçu et fabriqué par la firme britannique BAe Dynamics (actuellement MBDA). Son but et de détruire ou de neutraliser des navires d'une taille allant jusqu'à celle d'un porte-avions, et ce malgré un environnement de contre-mesures électroniques sévères (brouillage radar, leurres...).

## Historique
Le Sea Eagle est issu d'études menées de 1973 à 1975, Air Staff Target (AST) 1226 et Naval Staff Target (NST) 6451, visant à trouver un remplaçant à la version AJ.168 guidée par TV du missile Martel,. Désigné initialement P3T, le missile était doté d'une structure visuellement assez proche de celle de son prédécesseur, mais dont les composants étaient finalement très différents : fuselage plus long, ailes plus larges et composants internes complètement différents. Le radar actif placé dans le nez du missile, construit par Marconi (actuellement SELEX Sistemi Integrati), était dérivé de celui d'une version à changement de milieu du Martel, dénommée USGW, dont le développement fut abandonné au milieu des années 1970 en faveur du Harpoon à changement de milieu. Ce radar était également prévu pour la version à guidage radar du Martel, qui était également similaire au P3T au niveau de son moyen de propulsion, confiée à un turboréacteur.
La conception du P3T commença en 1976, avec un développement à grande échelle initié en 1979. La production de l'arme définitive commença en 1982, au moment où son nom de « Sea Eagle » fut choisi, les tests de tirs étant effectués jusqu'en 1984 et la mise en service opérationnelle se faisant un an plus tard. Le chasseur Buccaneer, de la Royal Air Force, fut le premier appareil à emporter un de ces missiles en service actif. Il fut suivi par le Sea Harrier et le Tornado GR1B, qui le remplacèrent, puis par la force aérienne royale saoudienne. La marine indienne équipa aussi ses Sea Harrier FRS Mk.51 et Jaguar IM du missile, de même qu'une vingtaine d'hélicoptères Sea King Mk.42-B employant une version modifiée du missile, sur laquelle sont greffés deux petits accélérateurs à propergol solide à l'arrière du fuselage. Les Iliouchine Il-38 de patrouille maritime sont également équipés de cette version du missile, qu'ils transportent sur des pylônes placés inhabituellement sur les côtés du fuselage en arrière des ailes. L'Inde aurait également cherché à équiper sa flotte de Tupolev Tu-142 avec le missile, toutefois cette hypothèse reste à confirmer. De son côté, la force aérienne chilienne a testé l'emploi du missile sur ses A-36M Halcon mais il reste impossible de savoir si cette combinaison est réellement entrée en service actif. Lors d'essais, plusieurs versions du chasseur / avion d'entraînement BAe Hawk ont également porté ce missile.

## Caractéristiques
Le Sea Eagle est propulsé par un turboréacteur Microturbo TRI 60 construit sous licence et vole à une vitesse d'environ Mach 0,85 (1 040 km/h) sur une distance supérieure à 110 km, soit environ 400 secondes de vol (6 min 40 s). Il peut être amené à des vitesses supersoniques par son avion porteur, avec des lancements possibles jusqu'à Mach 0,9 et sur une grande variété d'altitudes.
Une fois lancé, le missile est totalement autonome, avec un vol et une recherche de cible complètement gérés par l'ordinateur de bord, qui fonctionne selon un schéma programmé avec de nombreuses options, permettant de choisir parmi une large possibilité de vols de croisière, recherches de cibles et phases d'attaque. Cette unité de traitement intègre par-exemple un mode point and shoot (pointer et tirer), qui permet au missile d'être utilisé à partir d'appareils peu sophistiqués et dépourvus de radars. Dans ce mode de tir, le missile se base sur les informations que le pilote reçoit par radio ou directement sur une acquisition visuelle de sa part, la courte portée d'engagement minimum du missile étant par ailleurs un atout précieux dans ce type d'emploi. D'autres modes prévoient l'emploi à partir de systèmes d'armes plus évolués et autorisent le missile à recevoir des mises à jour en vol de la part du radar de l'avion tireur ou de sources externes. Des routes Dog leg peuvent également être programmées dans l'ordinateur de bord du missile afin que plusieurs missiles tirés en salves arrivent de plusieurs directions différentes, afin de saturer les défenses des navires visés.
Les capacités « au-delà de l'horizon » (Beyond Visual Range - BVR) du missile sont possibles grâce à un système de référencement inertiel à deux gyroscopes, un système de contrôle à commande numérique et un pilote automatique. Un altimètre radar travaillant en bande C permet au missile des niveaux de vol extrêmement bas au-dessus de la surface de la mer, minimisant fortement la distance minimale à laquelle un navire ennemi pourra le détecter. Le radar actif du missile, travaillant en bande J, peut détecter des cibles jusqu'à une distance de 30 km. Une mise à jour de la position de la cible est même possible à mi-course, le missile effectuant alors une manœuvre de saut (Pop-up) à cet effet, si nécessaire.
Les ailes principales du missile sont de type delta, disposées selon un arrangement cruciforme. De plus petites surfaces, de forme et configuration similaires, sont installées à l'arrière du missile et sont chargées de son orientation. La prise d'air du moteur du missile est située sous son fuselage. Elle est couverte par un cache aérodynamique pendant le vol, qui est éjecté juste avant le lancement. La puissante charge militaire emportée par le missile est de type hautement explosive (HE) et semi-perforante,, emballée dans une boîte en alliage résistant, et représente une part importante de la masse totale du missile. La puissance de cette charge est accompagnée par les effets du carburant résiduel présent dans le réservoir du missile au moment de l'impact.
Pendant son stockage, le Sea Eagle est inspecté une fois tous les deux ans, alors que sa « vie » est d'au-moins quinze ans. Les ailes et les surfaces de contrôle sont démontées mais les réservoirs peuvent être conservés remplis de carburant.

## Variantes
Une variante du missile, désignée Sea Eagle SL (ou P5T), conçue pour être lancée depuis des conteneurs installés sur le pont des navires, fut également testée. Ce missile employait les mêmes accélérateurs de départ que ceux de sa version héliportée, mais perdit la partie face au missile américain Harpoon, lors d'une compétition de 1984 visant à équiper les frégates Type 22 Batch 3 et Type 23 de la Royal Navy. Cette version aurait également due être employée depuis des batteries de lancement côtières. La seule différence externe entre cette version et la version aéroportée venait de l'emploi de supports spéciaux pour l'installation du missile dans les rails de la caisse de lancement, alors que la version aérienne était lancée depuis un rail éjecteur accroché au pylône de l'appareil porteur.
Une autre version, non-construite et désignée P4T fut également étudiée. Utilisant un nez et une charge militaire similaires, elle était destinée à l'emploi contre des cibles terrestres. Une autre version d'attaque terrestre fut étudiée peu de temps après, en 1990, et aurait été dotée d'un autodirecteur à imagerie infrarouge ou d'un radar actif millimétrique, assistés d'une liaison de données pour les mises à jour en vol. Cette version fut surnommée Golden Eagle et aurait dû emporter une charge pénétrante afin de pouvoir détruire des cibles terrestres durcies.
Une mise à jour du Sea Eagle fut proposée au milieu des années 1990, dotée d'un autodirecteur à double bande et de systèmes améliorés, mais elle fut abandonnée pour des raisons budgétaires.

## Utilisateurs
Les utilisateurs comprennent la Royal Air Force et la Royal Navy, mais également la Royal Saudi Air Force et l'Indian Navy.
 Royaume-UniEmployé au sein de la Royal Air Force et de la Royal Navy, sur les appareils suivants (retirés du service) :
- Blackburn Buccaneer : 2 ou 4 missiles ;
- Tornado GR1B : 2 ou 4 missiles ;
- Sea Harrier FRS.1/FA.2 : 2 ou 4 missiles[3].

 IndeEmployé au sein de l'armée de l'air et de la marine indiennes, sur les appareils suivants :
- Sea Harrier FRS Mk.51 : 2 missiles ;
- Jaguar IM : 1 ou 2 missiles ;
- Sea King Mk.42-B : 2 missiles ;
- Iliouchine Il-38 : 2 missiles ;
- Tupolev Tu-142 : 4 missiles ? (aucune certitude).

 Arabie saouditeEmployé au sein de la force aérienne royale saoudienne, sur l'appareil suivant :
- Tornado IDS : 2 ou 4 missiles (retiré du service ?)

 ChiliEmployé au sein de la force aérienne chilienne, sur l'appareil suivant :
- A-36M Halcon : 2 missiles (aucune certitude sur la réelle mise en service de cette configuration).